# Amobarbital

Strukturformel för amobarbital.

Amobarbital, summaformel C11H18N2O3, är ett lugnande och sömngivande preparat som tillhör gruppen barbiturater. Preparatet patenterades 1924. Varunamn i Sverige var Pentymal.
Det är en långtidsverkande barbiturat som påverkar GABAA-receptorerna. Det har en halveringstid för elimination från 8 till 42 timmar. 

## Klassning
Amobarbital är narkotikaklassat och ingår i förteckning P III i 1971 års psykotropkonvention, samt i förteckning IV i Sverige.

## Kontraindikationer
Följande droger bör undvikas i samband med amobarbital:
- Alkohol
- Antiepileptika, som fenobarbital eller karbamazepine
- Antihistaminer, som doxylamin och klemastin
- Antihypertensiver, som atenolol och propranolol
- Antiarrytmika, som verapamil och digoxin
- Benzodiazepiner, som diazepam, klonazepam eller nitrazepam
- Kloramfenikol
- Klorpromazin
- Cyklofosfamid
- Ciklosporin
- Digitoxin
- Doxorubicin
- Doxycyklin
- Kinin
- Kloramfenikol
- Klorpromazin
- Koffein bör undvikas, men har tidigare ordinerats i gemensam tablett för patienter med Parkinsons sjukdom.
- Metoxyfluran
- Metronidazol
- Narkotika analgetika, som morfin och oxykodon
- Steroider, som prednison och kortison
- Teofyllin
- Warfarin

## Kemi
Amobarbital (5-etyl-5-isoamylbarbitursyra) syntetisiseras liksom andra barbiturater genom att låta malonsyraderivat reagera med ureaderivat. För att specifikt tillverka amobarbital ska α-ethyl-α-isoamylmalonester reagera med urea (i närvaro av natriumetanolat).